# Dhaymoole
Dhaymoole é um sítio arqueológico na província de Sahil, na Somalilândia. O local é uma caverna que contém uma coleção de desenhos rupestres antigos mostrando uma variedade de animais, bem como alguns símbolos não identificados. Esses desenhos foram criados durante o terceiro milênio AC.
As paredes da caverna estão repletas de camelos brancos preenchidos e delineados, quadrúpedes não identificados e símbolos. A maioria dos quadrúpedes são esquemáticos e representados na posição vertical, voltados para a direita. Acredita-se que as Cavernas de Dhaymoole tenham cerca de 3.000 a 5.000 anos.